# Potočnica
Potočnica is een plaats in de gemeente Novalja in de Kroatische provincie Lika-Senj. De plaats telt 6 inwoners (2001).